# 黒川慶二郎
黒川 慶二郎（くろかわ けいじろう、1942年10月19日 - ）は、日本のプロデューサー、作家。
日本初の30分テレビアニメシリーズ『鉄腕アトム』からアニメ制作に携わり、日本のテレビアニメ界を創世期から知る人物の一人。
作家としてのペンネームは三浦 麗(みうら れい)。

## 経歴
1964年、虫プロダクションに入社する。手塚治虫原作『鉄腕アトム』助監督、制作助手を経て制作担当、後期プロデューサーを務める。TVアニメ『W3』、『リボンの騎士』、『バンパイヤ』（実写合成作品）のプロデューサーを歴任した。
1969年に東京ムービー（現・トムス・エンタテインメント）に移籍し、テレビアニメ『巨人の星』、『ムーミン』、『アタックNo.1』プロデューサー、劇場映画『ルパン三世』のプロデューサーとして企画の立ち上げに携わった。
1972年、虫プロ商事に入社し、映像事業部にて小松左京脚本・手塚治虫監督の劇場アニメ映画『21X』を企画（実現せず）。手塚治虫原作のテレビアニメ『海のトリトン』でプロデューサーを務める。
その後独立し、ドキュメンタリー番組プロデューサーとしてNHK・TBS・NTV・CX・テレビ朝日・毎日放送（大阪）・読売放送（大阪）の在京・在阪キー局のドキュメンタリー番組を数々手がける。
1999年、アニメプロデュース会社㈱アニメディア・ドット・コム（Animedia Dot Com, Inc.）を設立、日韓合作アニメ映画『S・W』総合プロデューサー。
2000年、日中合作アニメ映画企画『中国英雄伝』プロデューサー。
2005年、劇場長編アニメ『あした元気にな～れ!』スパーバイザー。
2005年、劇場映画『ルナハイツ』スーパーバイザー。
2005年、池沢さとし原作漫画『サーキットの狼』著作権管理・プロデュース。TVアニメ番組企画『O・M・ROID』ゼネラルプロデュサー。
2006年、ＴＶ番組企画『蘇れ！サーキットの狼』シリーズプロデュース。他日米合作による劇場アニメ企画『Battle F』企画。
2007年、『サーキットの狼・レジェンド』全12冊出版（交通タイムス社刊）。
2007年、『俺が愛したスーパーカー列伝』全3巻DVDMOOK出版（ジェネオンエンタテイメント社刊、現ジェネオンユニバーサル）プロデュース。
2008年、三浦麗原作小説『ディオニソスの子供たち』出版（毎日新聞社出版）。
2009年、『サーキットの狼ミュージアム』総合プロデュース。
2009年、韓国大田市政府文化産業振興院業務協定締結総合プロデューサー。
2009年、韓国大田市『ドラマシティー』総合プロデュース。
2009年、韓国天安市『天安アニメランド』総合グランドデザイン。
2009年、日中ビジネスコンテンツセンター&STV-Japan（SMG・上海メディアグループ）主催、基調講演「拡大する中国アニメコンテンツ市場の現状と将来についての考察」講演。
2009年、中国山東省済南市『済南市中日アニメーションフォーラム』総合プロデュース＆基調講演「中国アニメ産業を考察する」及び山東芸術学院講演。
2010年、中国国際漫画発展委員会主催中国アニメ大賞「金龍賞」授賞式（広州市）ゲストプレゼンテイター・CCTV放送。同年広州市継続教育協会、広州市動漫協会・広州市政府教育センター主催、国際アニメーション&マーケッティング研究所協力、題目「中国のアニメ産業を考察する」の記念講演。
2011年、中国山西省大同市政府招聘中国動漫産業基地建設企画首席顧問就任。同年山西省大同市電視文化産業園区動漫産業首席顧問就任。日中韓経済貿易発展促進協会文化部首席顧問。
2011年、アジアアニメ産業教育研究会首席。
2012年、ミャンマー・MYASOCjapan設立。
2017年、モンゴル経済文化投資機構専務理事。
2018年、日中平和友好条約・締結40周年記念「新時代国際経済文化トップフォーラム（四川省成都）」日本動漫大師として特別講演。
2018年、在日本国外務省重慶総領事館主催・四川美術大学/重慶市重慶図書館にて講演。
2019年、海南島ASIA（アジアTVフォーラム）講演。
2019年、貴州省貴陽市「BIG DATA EXPO2019」貴陽学院・貴州大学及び一般向けアニメ特別記念講演。同年9月、中国深圳市「中国国際科学教育映画・TVトップフォーラム&プロデューサー年次総会特別招聘講演。同年11月、Sony本社にてSonyCSL（Computer Sciences Laboratory）主催でのSonyグループ社員技術者・開発者向け「ビッグデータとアニメについて」の特別講演。　
　　　　

## 役職
- 中国上海大学芸術学院国際文化交流特別客員講師（1997 - 1998）
- 中国浙江大学アニメーション産業研究所特別顧問（2005 - 2008）
- (財）国際東アジア研究センター主催北九州アニメコンテスト審査委員長（2006 - 2010）
- 国際アニメーションデザイン＆マーケッティング研究所所長（2008 - ）(IIAM: Institute of International Animation Design & Marketing)
- Hong Kong Pacific TV Co., Ltd.会長兼CEO
- 株式会社アニメディア・ドット・コム代表取締役社長兼CEO
- 学校法人松戸国際学院 特任理事（2014 - ）
- 一般財団法人 IECF　国際教育交流基金特別顧問（2018 - ）